# Râul Dracea Mică
Râul Dracea Mică este un curs de apă, afluent al râului Șușița. 